# Рибна (присілок)
Ри́бна (рос. Рыбная) — присілок у складі Каргапольського району Курганської області, Росія. Входить до складу Чашинської сільської ради.
Населення — 104 особи (2010, 107 у 2002).
Національний склад населення станом на 2002 рік: росіяни — 90 %.